# Chlorostilbon
Chlorostilbon – rodzaj ptaków z podrodziny kolibrów (Trochilinae) w rodzinie kolibrowatych (Trochilidae).

## Zasięg występowania
Rodzaj obejmuje gatunki występujące w Ameryce (Kostaryka, Panama, Kolumbia, Wenezuela (włącznie z Margaritą), Aruba, Curaçao, Bonaire, Trynidad i Tobago, Gujana, Surinam, Gujana Francuska, Brazylia, Ekwador, Peru, Boliwia, Paragwaj, Urugwaj i Argentyna).

## Morfologia
Długość ciała 6,5–10,5 cm; masa ciała 2,1–4,5 g.

## Systematyka

### Etymologia
- Mellisuga: łac. mel, mellis „miód”, od gr. μελι meli, μελιτος melitos „miód”; sugere „ssać”[9]. Gatunek typowy: Mellisuga cayanensis Schäffer, 1789 (= Trochilus mellisugus Linnaeus, 1758); młodszy homonim Mellisuga Brisson, 1760 (Trochilidae).
- Chlorostilbon: gr. χλωρος khlōros „zielony”; στιλβων stilbōn, στιλβοντος stilbontos „świecący”, epitet planety Merkury (por. στιλβη stilbē „lampa”)[10].
- Chlorolampis: gr. χλωρος khlōros „zielony”; λαμπω lampō „świecić, błyszczeć”[11]. Gatunek typowy: Trochilus gibsoni Fraser, 1840.
- Panychlora: gr. πανυ panu „doskonale, niezmiernie”, od πας pas, παν pan „wszystko”; χλωρος khlōros „zielony”[12]. Gatunek typowy: Smaragditis euchloris Reichenbach, 1854 (= Trochilus alice Bourcier & Mulsant, 1848).
- Prasitis: gr. πρασιτις prasitis „szmaragd”, od πρασον prason „por”[13]. Gatunek typowy: Ornismya prasina Lesson, 1829 (= Trochilus mellisugus Linnaeus, 1758).
- Chrysomirus: późnołac. chrysos „złoto”, od gr. χρυσος khrusos „złoto”; łac. mirus „cudowny”[14]. Gatunek typowy: Trochilus chrysogaster Bourcier, 1843[b].
- Merion: w mitologii greckiej Merion był bratem Jazona, słynącym ze swego bogactwa[15]. Gatunek typowy: Chlorestes haeberlinii Reichenbach, 1854 (= Trochilus mellisugus Linnaeus, 1758); młodszy homonim Merion Schinz, 1825 (Cisticolidae).

### Podział systematyczny
Do rodzaju należą następujące gatunki:
- Chlorostilbon mellisugus (Linnaeus, 1758) – złocik szmaragdowy
- Chlorostilbon olivaresi Stiles, 1996 – złocik zielony
- Chlorostilbon gibsoni (Fraser, 1840) – złocik czerwonodzioby
- Chlorostilbon lucidus (Shaw, 1812) – złocik złotobrzuchy
- Chlorostilbon poortmani (Bourcier, 1843) – złocik krótkosterny
- Chlorostilbon stenurus (Cabanis & F. Heine Sr., 1860) – złocik wąskosterny
- Chlorostilbon alice (Bourcier & Mulsant, 1848) – złocik wenezuelski
- Chlorostilbon russatus (Salvin & Godman, 1881) – złocik miedziany
- Chlorostilbon assimilis Lawrence, 1861 – złocik ogrodowy
- Chlorostilbon melanorhynchus Gould, 1860 – złocik czarnodzioby